# Нагиев, Анатолий Гусейнович
Анато́лий Гусе́йнович Наги́ев (26 января 1958, Ангарск, Иркутская область, РСФСР, СССР — 5 апреля 1982, Новочеркасская тюрьма, Новочеркасск, Ростовская область, РСФСР, СССР) — советский серийный, массовый убийца и насильник, убивший в 1979—1980 годах не менее 6 женщин с особой жестокостью. Получил прозвище «Бешеный».

## Биография

### Первые преступления
Анатолий Нагиев родился 26 января 1958 года в Ангарске в семье дагестанца, по другим данным — ингуша и русской. В 1963 году семья с тремя детьми перебралась в Курскую область и обосновалась в городе Суджа, по другим данным — в селе Ивница Суджанского района. Нагиев активно занимался спортом, в первую очередь атлетической гимнастикой. С детства отличался агрессивным характером. Имел проблемы в отношениях с девушками: существует версия, что они не обращали на него внимания из-за его небольшого роста — 165 сантиметров. С мая по июнь 1975 года совершил 3 изнасилования. Суд приговорил его к 6 годам лишения свободы. Наказание отбывал в Коми АССР. В январе 1979 года ему смягчили режим отбытия наказания, отправив в колонию-поселение в посёлок Чикшино Печорского района работать на лесозаготовках. По сути он получил возможность свободно передвигаться, после чего продолжил совершать преступления.

### Убийства
30 января 1979 года в городе Печора Нагиев изнасиловал и убил случайную знакомую (Ольгу Демьяненко) в её квартире. 28 мая того же года изнасиловал и убил пассажирку поезда «Ухта—Печора» (Татьяну Кравченко), воспользовавшись тем, что вагон был почти пустым. Тело спрятал в багажный отсек под сиденьем. По одной из версий, жертва маньяка была похожа на Аллу Пугачёву.
В ноябре 1979 года за хорошее поведение, когда на самом деле уже совершил 2 убийства, Нагиев получил условно-досрочное освобождение.
Вскоре вернулся в Курскую область, где устроился работать киномехаником передвижной киноустановки. Условия работы позволяли Нагиеву проводить много времени за пределами места жительства.
4 июля 1980 года в полупустом вагоне №7 поезда «Москва—Харьков» изнасиловал и убил четырёх женщин — двух проводниц (Деревянко и Зизюлину) и двух пассажирок (Марию Лопаткину и Татьяну Колесникову). Тела своих жертв выбросил в окно в районе Орла между станциями «Стальной конь» и «Становой Колодезь».
Кроме того, с ноября 1979 по сентябрь 1980 года совершил более 30 изнасилований в различных населённых пунктах СССР.

### Арест, следствие и суд
В день последнего убийства Нагиева (со следами крови на одежде и ножом в руке) видел электрик поезда «Москва—Харьков» Александр Прилуцкий, но маньяк не стал его убивать. Сыщики составили подробный список вещей, которые Нагиев забрал у своих жертв. Описания ювелирных украшений были разосланы в ломбарды и ювелирные мастерские ряда городов СССР. Перстень одной из жертв преступник отдал своему знакомому (Григорию Дугину), который пришёл с кольцом в одну из ювелирных мастерских Курска, где оно было опознано. Дугин сказал оперативникам, кто дал ему кольцо. В доме матери Нагиева был проведён обыск, в ходе которого была найдена его записная книжка с адресами в разных городах и населённых пунктах СССР.
12 сентября 1980 года Нагиев был арестован в Днепропетровске. Первоначально был отправлен в Орловский СИЗО, откуда через несколько месяцев пытался сбежать, разорвав наручники и столкнув лбами конвоиров, но был схвачен. Вскоре его перевели в Курский СИЗО под усиленную охрану. После этого Нагиев начал признаваться в своих преступлениях, в том числе и тех, в которых его первоначально не подозревали (в частности, в убийствах Демьяненко и Кравченко). Существует предположение, что совершённых им убийств было больше, чем смогли доказать. Кроме того, маньяк признался, что, ещё отбывая срок, он хотел убить Аллу Пугачёву и для этого несколько раз ездил в Москву, также вынашивал планы нападения на Софию Ротару с той же целью.
2 июля 1981 года Нагиев был приговорён Курским областным судом к исключительной мере наказания — смертной казни через расстрел.

### Побег, второй арест и казнь
В начале августа 1981 года пришло сообщение о переводе Нагиева в Новочеркасскую тюрьму для приведения смертного приговора в исполнение. 19 августа по прибытии в Новочеркасск он сбежал, успев проскочить перед проходящим поездом. Министр внутренних дел СССР Николай Щёлоков дал на поимку маньяка 3 недели, но его ловили больше месяца. 29 сентября 1981 года Нагиев был повторно арестован на хуторе Янов Белокалитвинского района Ростовской области. По одним данным, переодевшийся в цыганку маньяк вызвал подозрение местных жителей, после чего они обратились в милицию; по другим, после побега во всех местах возможного появления преступника в ряде населённых пунктов СССР были выставлены милицейские засады и благодаря засаде на хуторе Янов, где проживал один из знакомых Нагиева, последний был задержан. При повторном аресте оказал активное сопротивление, пытался отстреливаться из обреза и в итоге получил 15 пулевых ранений. Врачам с трудом удалось его спасти.
После второго ареста в больнице Новочеркасской тюрьмы пытался уговорить медсестру помочь ему бежать, но получил отказ. Вскоре был переведён из палаты в камеру.
Также Нагиев заявил о желании признаться в тех убийствах, о которых неизвестно правоохранительным органам, и затем указать места совершения преступлений. В МВД и Генпрокуратуре решили, что Нагиев пытается отсрочить исполнение приговора и воспользоваться случаем для подготовки и совершения нового побега. Его заявления не приняли во внимание.
Когда 5 апреля 1982 года Нагиева вели на расстрел, он сумел вырваться и набросился на одного из конвоиров: по одним данным, преступник укусил конвоира за палец; по другим — откусил фалангу пальца. После инцидента Нагиев заявил, что за нападение на сотрудника тюрьмы его нужно повторно судить (рассчитывая на новый суд, он надеялся совершить новый побег). Однако через несколько часов после инцидента в тот же день Анатолий Нагиев был расстрелян.

## В массовой культуре
- Документальный фильм «“Бешеного” уничтожить!» из цикла «Следствие вели» (2010)
- Документальный фильм «Век воли не видать» (2010)
- Документальный фильм «Охотник за Пугачёвой» из цикла «Легенды советского сыска» (2012)
- Художественный сериал «Охота на певицу» (2020). Анатолия Нагиева (в сериале указан под фамилией «Никонов») сыграл Артём Быстров.
- Под фамилией «Кадиев» и прозвищем «Удав» фигурирует в романе Данила Корецкого «Привести в исполнение» (1991)